# Арка на Тиберий

Арката на Тиберий (лат. Arcus Tiberius) е триумфална арка, намирала се на Римския форум.
Била издигната в чест на връщането на римските щандарти от Германик през 15 или 16 г., загубени по време на битката в Тевтобургската гора.
Арката е била разположена на територията между Храма на Сатурн и Базилика Юлия. Посветена е на Тиберий, тъй като в императорския периода само император е можел да празнува триумф и поради това победата на Германик е била отбелязана като триумф на Тиберий. Много малко е известно за този паметник. Арката се споменава в литературни източници, а нейното изображение е изсечено на релефа на арката на Константин.
|  | Тази страница частично или изцяло представлява превод на страницата Arch of Tiberius в Уикипедия на английски. Оригиналният текст, както и този превод, са защитени от Лиценза „Криейтив Комънс – Признание – Споделяне на споделеното“, а за съдържание, създадено преди юни 2009 година – от Лиценза за свободна документация на ГНУ. Прегледайте историята на редакциите на оригиналната страница, както и на преводната страница, за да видите списъка на съавторите. ВАЖНО: Този шаблон се отнася единствено до авторските права върху съдържанието на статията. Добавянето му не отменя изискването да се посочват конкретни източници на твърденията, които да бъдат благонадеждни. |